# Herluf Forchhammer
 Der er for få eller ingen kildehenvisninger i denne artikel, hvilket er et problem. Du kan hjælpe ved at angive troværdige kilder til de påstande, som fremføres i artiklen.

Herluf Trolle Forchhammer (født 25. maj 1875 i Herlufsholm, død 16. januar 1958) var en dansk ingeniør.
Forchhammer var søn af dr.phil. Johannes Forchhammer, rektor i Aalborg, senere ved Herlufsholm. Han var bror til Johannes, Ejnar, Georg, Henni, Holger, Jørgen, Olaf og Viggo Forchhammer.
Forchhammer blev student fra Herlufsholm 1893, cand. polyt. 1898 og blev derefter ingeniørassistent ved Københavns havnevæsen. Efter en længere rejse til USA fra 1903, under vilken han arbejdede for Central Rail Road of New Jersey og New York Central & Hudson River Rail Road, blev han 1907 ansat i Christiani & Nielsen hvis Aarhusafdeling han ledede fra 1908. Fra 1911 ledede han firmaets konstruktionsstue i København, 1922 blev han overingeniør og leder af London-afdelingen. 1925-28 var han selvstændig hvorefter han ansattes ved Christiani & Nielsens datterselskab i Hamburg. 1930-32 var han teknisk direktør for afdelingen i Tyrkiet.
Forchhammer var fodboldspiller i Akademisk Boldklub og vandt som vandt datidens vigtigste danske turnering; Københavnsmesterskabet i fodbold 1894–95 med fire Forchhammer-brødre på holdet; 